# 珍珠梅
珍珠梅（学名：Sorbaria sorbifolia），为蔷薇科珍珠梅属多年生落叶植物。

## 形态

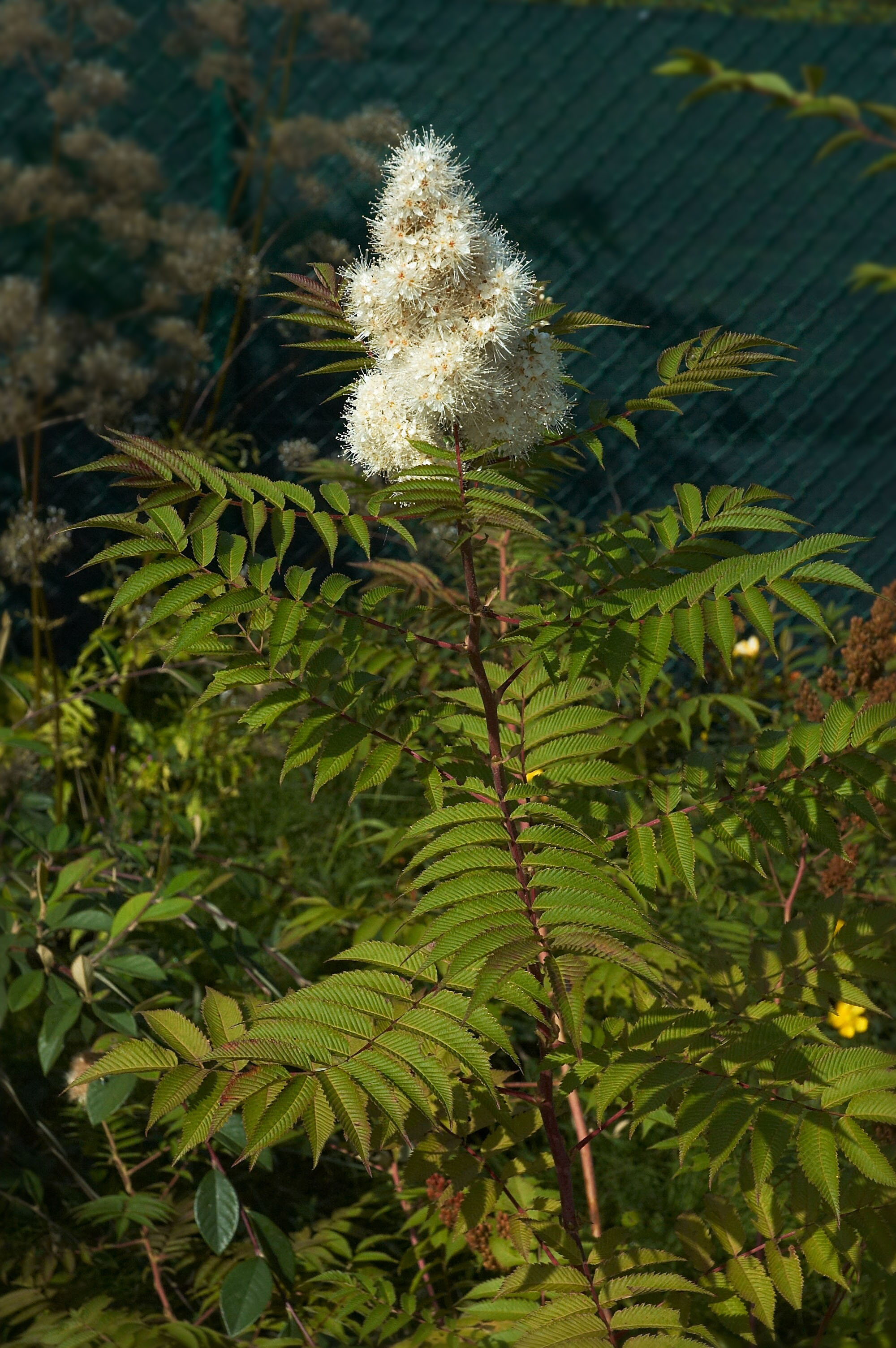
珍珠梅的葉子和花

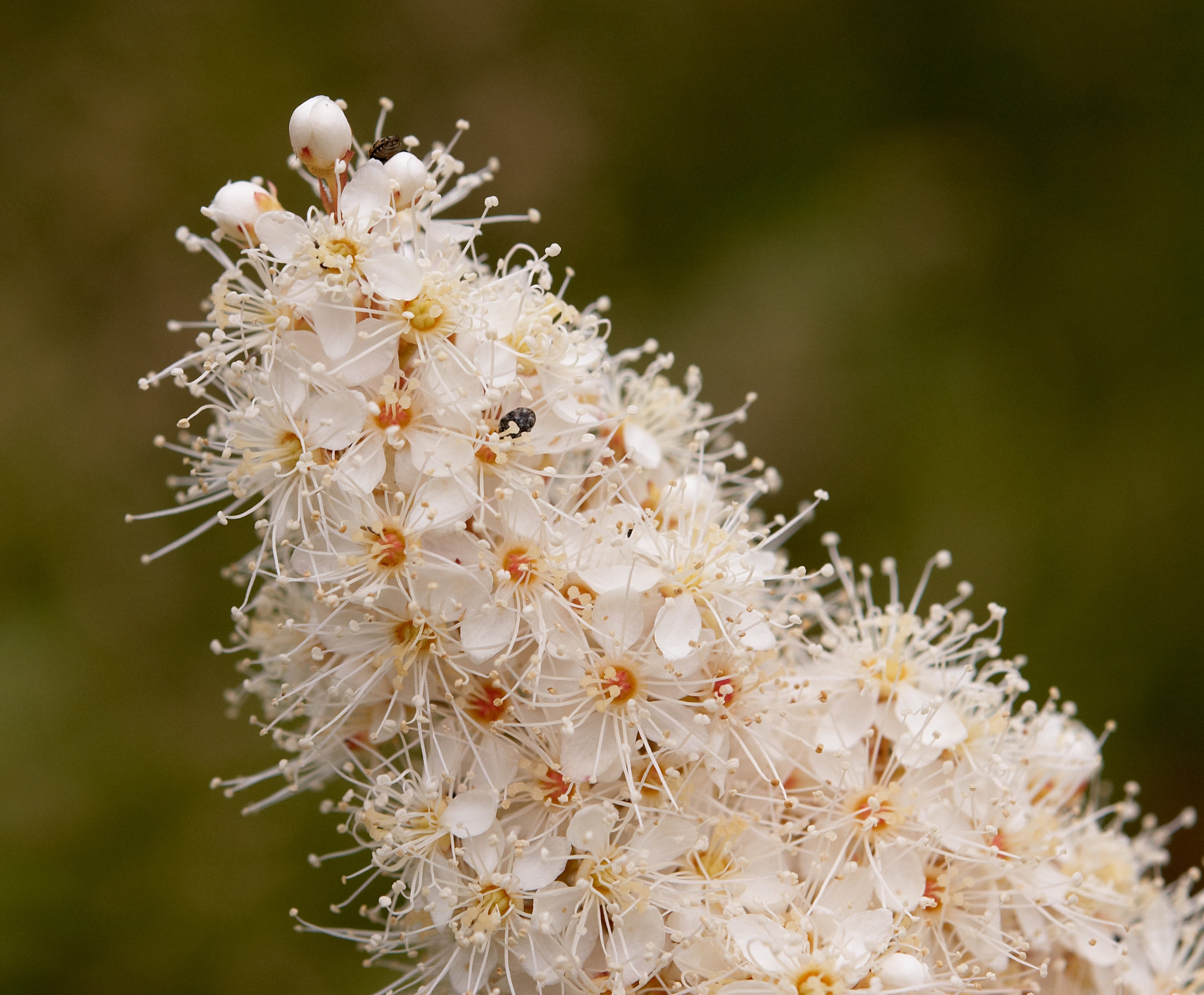
花

珍珠梅为植株高1-1.5米的灌木；奇数羽状复叶，长椭圆状披针形小叶，边缘有重锯齿，下面被毛，类似蕨类植物或漆树，夏季开花，花色洁白耀眼，簇生于枝条末端，雄蕊40－50枚，比花瓣长；果实有毛。

## 分布
珍珠梅自然生长于亚洲气候温和的区域，包括西伯利亚、俄罗斯远东地区以及中国、日本和韩国，
并作为一种庭院点缀植物被传播到欧洲和北美。

## 延伸阅读
[在维基数据编辑]
 《植物名實圖考·珍珠梅》，出自吳其濬《植物名實圖考》